# Więcławice Stare (gromada)
Więcławice Stare – dawna gromada, czyli najmniejsza jednostka podziału terytorialnego Polskiej Rzeczypospolitej Ludowej w latach 1954–1972.
Gromady, z gromadzkimi radami narodowymi (GRN) jako organami władzy najniższego stopnia na wsi, funkcjonowały od reformy reorganizującej administrację wiejską przeprowadzonej jesienią 1954 do momentu ich zniesienia z dniem 1 stycznia 1973, tym samym wypierając organizację gminną w latach 1954–1972.
Gromadę Więcławice Stare z siedzibą GRN w Więcławicach Starych utworzono – jako jedną z 8759 gromad na obszarze Polski – w powiecie miechowskim w woj. krakowskim, na mocy uchwały nr 24/IV/54 WRN w Krakowie z dnia 6 października 1954. W skład jednostki weszły obszary dotychczasowych gromad Więcławice Stare, Więcławice Dworskie, Sieborowice, Zagorzyce Stare, Zagorzyce Dworskie i Zdzięsławice ze zniesionej gminy Michałowice oraz Pielgrzymowice ze zniesionej gminy Luborzyca w tymże powiecie. Dla gromady ustalono 18 członków gromadzkiej rady narodowej.
1 stycznia 1958 gromadę przyłączono do powiatu krakowskiego.
Gromadę zniesiono 31 grudnia 1961, a jej obszar włączono do gromady Michałowice.